# Michele Tardioli
Michele Tardioli (Foligno, 7 novembre 1970) è un allenatore di calcio ed ex calciatore italiano, di ruolo portiere.

## Carriera

### Giocatore
Dal 1993 al 1997 difende i pali del Sansepolcro. Nel 1997 viene venduto all'Arezzo, in cui milita fino al 2000, collezionando 101 presenze. Dal 2000 al 2004 gioca nel Perugia, per poi passare per una stagione alla Sangiovannese. Nel 2005 viene venduto al Pescara e termina questa esperienza con una retrocessione, alla fine del campionato 2006-2007. Viene allora venduto al Sansovino. Nel 2008 si accasa al Cesena, in cui però trova soltanto 6 presenze; il 17 aprile 2010, nel posticipo serale contro il Torino, fa la sua ultima presenza della carriera.
Una volta conclusa l'attività a livello professionistico, non ha abbandonato quella agonistica. Nel 2013 si è laureato campione d'Italia UISP con il Gruppo Sportivo Sassonia.

### Allenatore
Il 26 maggio 2011 diventa il nuovo allenatore in seconda del Bologna, al fianco di Pierpaolo Bisoli; i due vengono esonerati dalla società felsinea il 4 ottobre seguente. Tardioli continua la collaborazione con il tecnico di Porretta Terme al Cesena, dall'11 settembre 2012 al 2014, dapprima come vice e poi come collaboratore tecnico, e dal 2015 al Perugia, ancora come tecnico in seconda. Il 24 maggio 2016 viene esonerato insieme a Bisoli e Ragnacci.
Il 4 ottobre 2016, seguendo Bisoli, viene nominato vice-allenatore del Vicenza. Rimane in Veneto fino all'esonero del tecnico emiliano avvenuto a marzo 2017 a causa della classifica deficitaria dei biancorossi, in lotta per non retrocedere.
Il 10 novembre 2017 rimpiazza Marco Schenardi alla guida del Sansepolcro in Serie D.
Il 1 marzo 2021 diviene vice di Serse Cosmi al Crotone.

## Palmarès

### Giocatore

#### Competizioni nazionali
- Lega Pro Prima Divisione: 1

Cesena: 2008-2009

#### Competizioni internazionali
- Coppa Intertoto UEFA: 1

Perugia: 2003